# Acanthocereus
Acanthocereus é um gênero botânico da família Cactaceae.
O nome genérico vem do grego άκανθα (acantha), que significa espinho, e da palavra em latim cereus, que significa vela.
O género foi descrito por (Engelm. ex A.Berger) Britton & Rose e publicado em Contributions from the United States National Herbarium 12(10): 432. 1909.
O primeiro nome foi dado por George Engelmann em 1863, mas não descreveu os seus caracteres, até Alwin Berger em 1905 que o define como subsecção de Cereus. Em 1909, Nathaniel Britton e Joseph Rose elevam Acanthocereus a género.
Trata-se de um género reconhecido pelo sistema de classificação filogenética Angiosperm Phylogeny Website.

## Espécies
O género tem 22 espécies descritas das quais 5 são aceites:
- Acanthocereus baxaniensis (Karw. ex Pfeiff.) Borg.
- Acanthocereus horridus Britton & Rose
- Acanthocereus occidentalis Britton & Rose
- Acanthocereus subinermis Britton & Rose
- Acanthocereus tetragonus (L.) Hummelinck